# 78号美国国道
78号美国国道（英語：U.S. Route 78）是一条南北方向的美国国道。该公路连接了田纳西州孟菲斯和南卡罗来纳州查尔斯顿，全长715英里。